# 스와치 그룹
스와치 그룹(영어: Swatch Group Ltd.)은 스위스의 시계 제조 회사 그룹이다. 오메가, 브레게, 스와치, 티쏘, 미도와 같은 여러 시계 브랜드및 회사를 보유하고 있다.

## 같이 보기
- 티쏘
- 브레게
- 스와치
- 오메가
- 미도